# Сінниця Геро
Сінниця Геро (Coenonympha hero) — вид комах з родини Satyridae.

## Морфологічні ознаки
Розмах крил — 28–31 мм. Візерунок крил самця та самиці майже ідентичний, у самиці більш розвинутий. Крила коричневого кольору, на задніх крилах 4 чорних очка, оточених рудими кільцями. Знизу на крилах є руда зовнішня облямівка, а на задніх крилах знаходиться 6 чорних з білою крапкою посередині очок, оточених рудими кільцями.

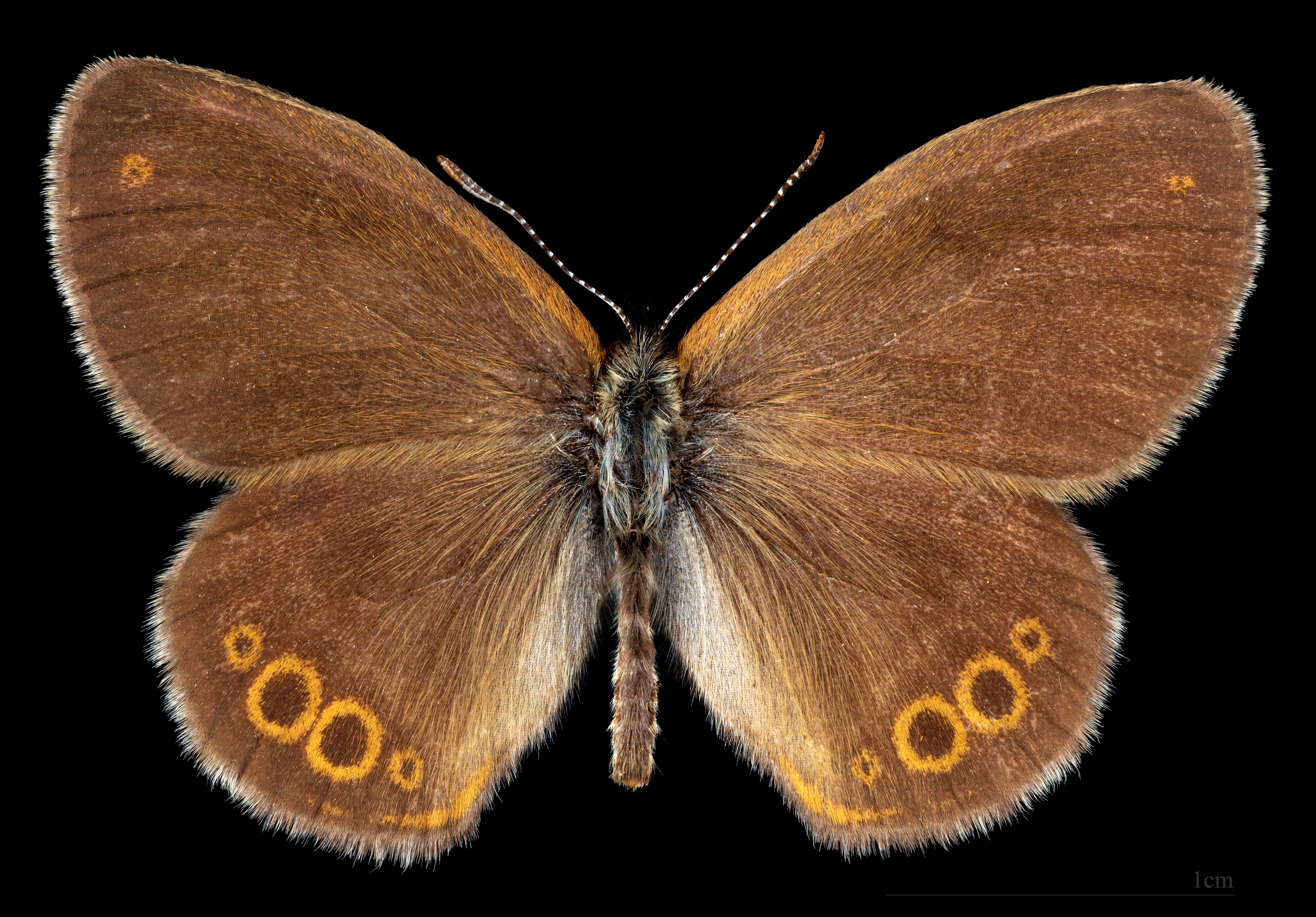
Coenonympha hero ♂
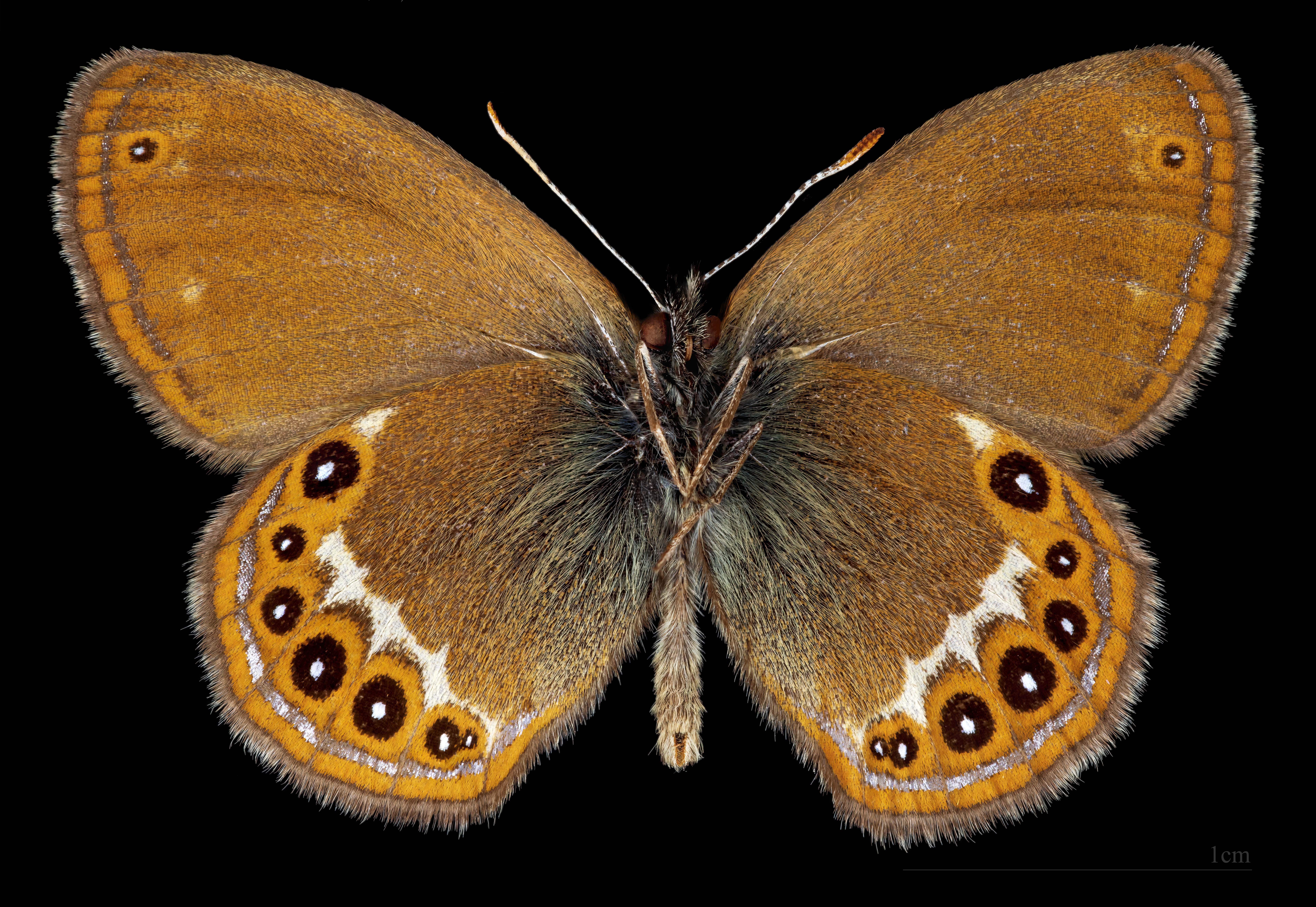
Coenonympha hero ♂△

## Поширення
Лісова зона помірних широт Євразії. 
В Україні зараз дуже локально зустрічається у зоні мішаних лісів Правобережжя, у Карпатах (не вище 600 м н. р. м.), одна популяція відома в північній частині Чернігівської області; за останні 5080 років, ймовірно, зник на 40–50 % території української частини ареалу.

## Особливості біології
Зустрічається на болотистих та торфових луках, багнищах, вологих лісових галявинах. Дає 1 генерацію на рік. Літ імаго триває з середини травня до червня; метелики не схильні до міграцій. Відкладання яєць та розвиток гусені відбувається на злакових (колосняк, ячмінь тощо) та, можливо, на деяких видах осок. Заляльковується на поверхні ґрунту.

## Загрози та охорона
Загрози: руйнування місць перебування виду (осушувальна меліорація, розробка торфовищ), надмірний випас худоби, викошування трав, інтенсивне лісогосподарство.
Coenonympha hero охороняється в Європі і занесений до Європейського Червоного списку, а також до Додатку ІІ Бернської конвенції (охоронна категорія: вид підлягає особливій охороні). . Охороняється у деяких заповідниках західної України, зокрема в ПЗ «Розточчя». У місцях перебування виду є доцільним створення ентомологічних заказників з забороною осушувальної меліорації, розробки торфу, випалювання трави тощо.